# Nowe Borowe
Nowe Borowe [pronunciación en polaco: /ˈnɔvɛ bɔˈrɔvɛ/] (en alemán: Neu Borowen) es un pueblo ubicado en el distrito administrativo de Gmina Jedwabno, dentro del Condado de Szczytno, Voivodato de Varmia y Masuria, en Polonia del norte. Se encuentra aproximadamente a 23 kilómetros al oeste de Szczytno y a 34 kilómetros al sur de la capital regional Olsztyn.
Antes de 1945, el área fue parte de Alemania (Prusia Oriental).